# Oldřich Fiala
Oldřich Fiala (26. prosince 1926 Komárno – 1. září 1951 Věznice Pankrác) byl automechanik a protikomunistický odbojář odsouzený v politickém procesu komunistickým režimem k trestu smrti a v roce 1951 popraven.

## Životopis

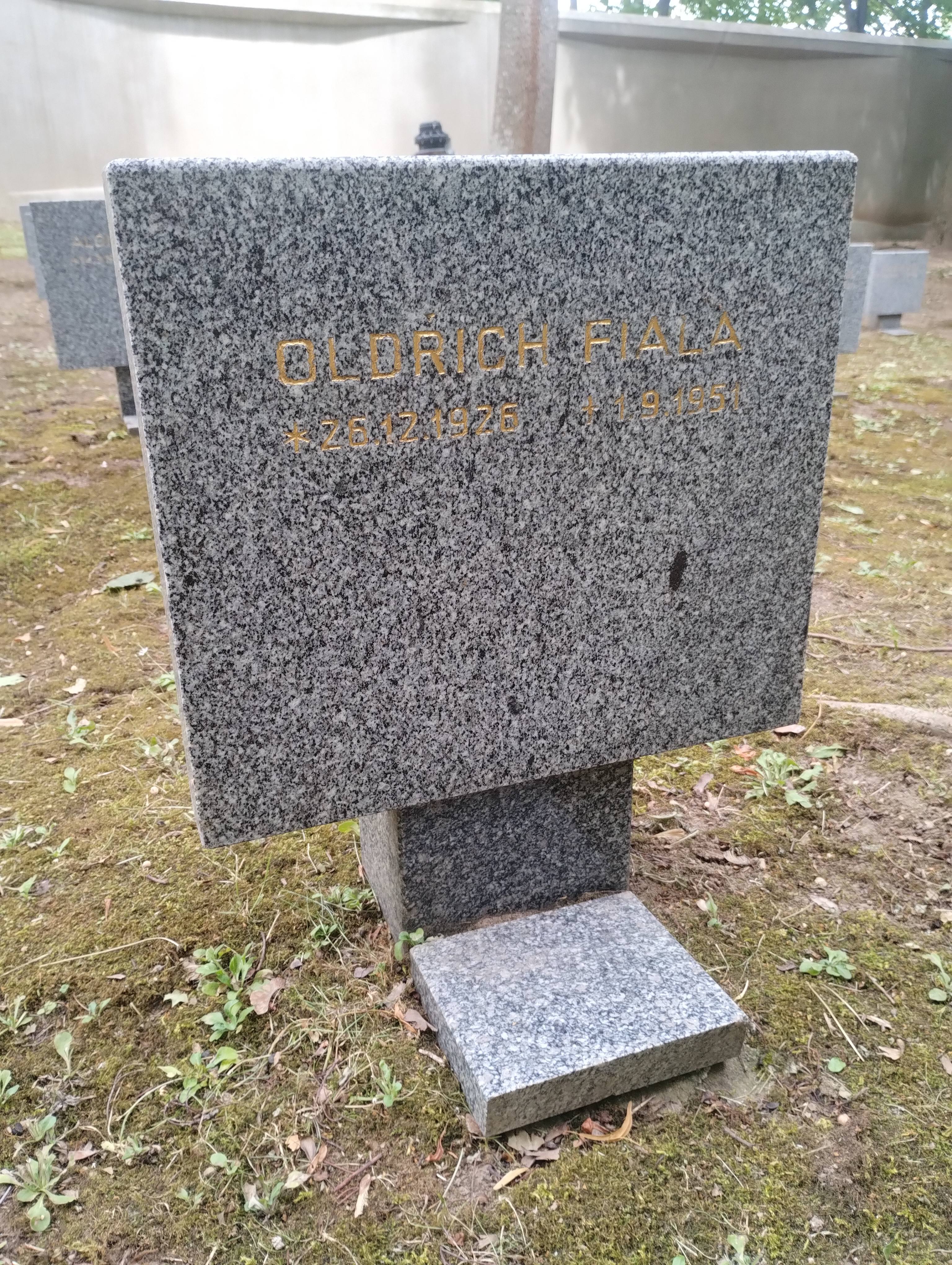
Symbolický náhrobek O. Fialy na Čestném pohřebišti v Ďáblicích

Narodil se v roce 1926 v Komárnu. Jeho otec byl rescipient finanční stráže. V mládí se vyučil automechanikem. Po konci druhé světové války se začal živit jako řidič, posléze však v roce 1947 narukoval do Československé armády. V rámci své služby armádě byl umístěn u leteckého pluku v Českých Budějovicích. V únoru 1948 byl odsouzen k trestu odnětí svobody v délce 6 měsíců za dezerci a podvod. V červenci 1948 se rozhodl z Československa uprchnout a emigrovat do Západního Německa jednak vzhledem ke své nespokojenosti s nastoupivším režimem, jednak pro hrozbu dalších trestů za jeho trestnou činnost.

### Emigrace a zpravodajská činnost
Přes státní hranici se mu podařilo do Západního Německa úspěšně emigrovat. Stal se nicméně agentem chodcem a v prosinci 1948 navíc začal spolupracovat s americkou zpravodajskou službou CIC. Státní hranici Fiala opakovaně překračoval, například za účelem přenosu zásilek či převádění osob. Věnoval se ovšem také pašeráctví a později tak byl zatčen západoněmeckou policií. Poté byl šest měsíců držen ve vězení a přerušil spolupráci s CIC. Po výkonu trestu navázal spolupráci s britskou tajnou službou MI-6. Po vstupu do Československa byl ovšem v září 1950 přepaden příslušníky Státní bezpečnosti, kteří se jej pokusili zatknout. Fiala jednoho z nich při nastalé přestřelce sice zastřelil, dva dny poté byl však stejně zadržen.

### Odsouzení a smrt
V politickém procesu zvaném Fiala a spol. byl poté v únoru 1951 odsouzen za trestné činy velezrady, vyzvědačství a vraždy k trestu smrti. Popraven byl v září 1951. Rehabilitován byl v roce 1994. V září 2021 mu bylo uděleno osvědčení člena protikomunistického odboje.